# U–879
Az U–879 tengeralattjárót a német haditengerészet rendelte a brémai AG Wessertől 1942. április 2-án. A hajót 1944. április 19-én állították szolgálatba. Egy harci küldetése volt, egy hajót süllyesztett el.

## Pályafutása
Az U–879 egyetlen küldetésére 1945. február 11-én futott ki Kristiansandból, kapitánya Erwin Manchen volt. A tengeralattjáró az amerikai partok előtt vadászott. Április 5-én 22.40-kor, Cape Cod közelében megtorpedózta az Atlantic States amerikai tankert, amely rakomány nélkül haladt Venezuela felé. A robbanás letépte a hajócsavart és a kormánylapátot, és víz ömlött a gépházba. A legénység többsége elhagyta a tankert, őket a USS Guinevere vette fedélzetére. Amerikai vontatóhajók érkeztek a helyszínre, és a hajót kikötőbe vontatták.
Április 30-án, a Hatteras-foktól keletre amerikai hadihajók – a USS Natchez fregatt,  a USS Coffmann, a USS Bostwick és a USS Thomas romboló – mélységi bombákkal elsüllyesztették. Az 52 német tengerész a búvárhajóval együtt merült hullámsírba.

## Kapitány
| Név           | Kezdőnap          | Zárónap           |
| ------------- | ----------------- | ----------------- |
| Erwin Manchen | 1944. április 19. | 1945. április 30. |

## Őrjárat
| Indulás      | Indulónap         | Érkezés | Zárónap           |
| ------------ | ----------------- | ------- | ----------------- |
| Kristiansand | 1945. február 11. | *       | 1945. április 30. |

* A hajó nem érte el úti célját, elsüllyesztették

## Megrongált hajó
| Dátum            | Hajó neve       | Nemzetisége      | Brt  | Konvoj |
| ---------------- | --------------- | ---------------- | ---- | ------ |
| 1945. április 5. | Atlantic States | Egyesült Államok | 8537 |        |